# Mananara Avaratra
Mananara Avaratra – miasto w północno-wschodnim Madagaskarze, w prowincji Toamasina. Według szacunków na 2008 rok liczy 43 235 mieszkańców.